# 亂馬½ DoCo First
《亂馬1/2 DoCo*First》是日本聲優組合DoCo的第1張專輯。1991年7月21日由Pony Canyon發行。

## 解說
《亂馬1/2 DoCo*First》是從電視動畫《亂馬1/2》誕生、由5位主要角色的聲優組成的組合「DoCo」發行的第一張原創專輯。專輯裡面也收錄了電視動畫《亂馬1/2 熱鬥篇》片頭主題曲「滿滿的回憶」由DoCo翻唱的版本。
收錄的歌曲除了之外均有被OVA和劇場版動畫採用。作為OVA《亂馬1/2》片頭主題曲的有「我們從現在開始」、「滿滿的回憶」共2首。作為OVA《亂馬1/2》片尾主題曲的有「赤靴SUNDAY」、「少坂道」及「彼」共3首。至於則是劇場版動畫《亂馬1/2：超無差別決戰！亂馬隊VS傳說的鳳凰》的片尾主題曲。
專輯發行1週之後創下10550張的銷售記錄，在Oricon初登場排名第25名。隔週則從第25名上升至第24名，並創下總計4萬6張的最高銷售記錄。

## 歌曲目錄
所有歌曲由川井憲次編曲。
1. 序幕
  - 作曲：川井憲次
2. 我們從現在開始
  - OVA《亂馬1/2》片頭主題曲
  - 作詞：和泉由香里，作曲：川井憲次
3. 紅色鞋子的星期天（SUNDAY）
  - 作詞：和泉由香里，作曲：川井憲次
  - OVA《亂馬1/2》片尾主題曲
4. 謊言
  - 作詞：和泉由香里，作曲：川井憲次
  - 電影動畫《亂馬1/2：超無差別決戰！亂馬隊VS傳說的鳳凰》片尾主題曲
5. 稍稍傾斜的坡道
  - 作詞：亂馬的歌劇團文藝部（日语：乱馬的歌劇団御一行様），作曲：川井憲次
  - OVA《亂馬1/2》片尾主題曲
6. 滿滿的回憶
  - 作詞：及川眠子，作曲：岩田雅之（日语：岩田雅之）
  - OVA《亂馬1/2》片頭主題曲
7. 他
  - 作詞：亂馬的歌劇團文藝部，作曲：川井憲次
  - OVA《亂馬1/2》片尾主題曲